# Hansjörg Felmy
Hansjörg Felmy, född 31 januari 1931 i Berlin, Tyska riket, död 24 augusti 2007 i Eching, Bayern, Tyskland, var en tysk skådespelare. Felmy slog igenom som filmskådespelare under slutet av 1950-talet då han gjorde huvudroller i filmer som Bedårande barn av sin tid (1958) och Buddenbrooks (1959). 1966 hade han en större biroll i Alfred Hitchcocks En läcka i ridån. På 1970-talet medverkade han som poliskommissarie Heinz Haferkamp i den tyska långköraren för TV, Tatort.

## Filmografi, urval
- 1957 – Hajar och småfisk
- 1958 – Bedårande barn av sin tid
- 1959 – Buddenbrooks – en familjs ära och förfall
- 1959 – Ståltrådsnaran
- 1960 – En läkares plikt
- 1960 – Högt spel för friheten
- 1966 – En läcka i ridån